# Бельвіл (Арканзас)
Бельвіл (англ. Belleville) — місто (англ. city) в США, в окрузі Єлл штату Арканзас. Населення — 312 особи (2020).

## Географія
Бельвіл розташований на висоті 111 метрів над рівнем моря за координатами 35°5′30″ пн. ш. 93°26′44″ зх. д. / 35.09167° пн. ш. 93.44556° зх. д. (35.091548, -93.445478).  За даними Бюро перепису населення США в 2010 році місто мало площу 4,92 км², уся площа — суходіл.

## Демографія
Згідно з переписом 2010 року, у місті мешкала 441 особа в 149 домогосподарствах у складі 110 родин. Густота населення становила 90 осіб/км².  Було 183 помешкання (37/км²). 
Расовий склад населення:
| - 70,5 % — білих - 11,1 % — азіатів - 1,4 % — корінних американців - 0,2 % — вихідців з тихоокеанських островів - 0,2 % — чорних або афроамериканців - 14,3 % — осіб інших рас |

До двох чи більше рас належало 2,3 %. Іспаномовні складали 25,2 % від усіх жителів.
За віковим діапазоном населення розподілялося таким чином: 31,5 % — особи молодші 18 років, 60,3 % — особи у віці 18—64 років, 8,2 % — особи у віці 65 років та старші. Медіана віку мешканця становила 32,4 року. На 100 осіб жіночої статі у місті припадало 89,3 чоловіків;  на 100 жінок у віці від 18 років та старших — 98,7 чоловіків також старших 18 років.
Середній дохід на одне домашнє господарство  становив 46 917 доларів США (медіана — 35 000), а середній дохід на одну сім'ю — 49 925 доларів (медіана — 35 625). За межею бідності перебувало 21,2 % осіб, у тому числі 33,3 % дітей у віці до 18 років та 12,2 % осіб у віці 65 років та старших.
Цивільне працевлаштоване населення становило 146 осіб. Основні галузі зайнятості: виробництво — 23,3 %, освіта, охорона здоров'я та соціальна допомога — 19,9 %, транспорт — 11,0 %, сільське господарство, лісництво, риболовля — 8,2 %.
За даними перепису населення 2000 року в містечкі проживало 371 особа, 105 сімей, налічувалося 140 домашніх господарств і 176 житлових будинків. Середня густота населення становила близько 77,3 осіб на один квадратний кілометр. Расовий склад містечка за даними перепису розподілився таким чином: 81,67 % білих, 0,81 % — чорних або афроамериканців, 7,55 % — азіатів, 4,31 % — представників змішаних рас, 5,66 % — інших народностей. Іспаномовні склали 6,47 % від усіх жителів містечка.
З 140 домашніх господарств в 32,9 % — виховували дітей віком до 18 років, 50,7 % представляли собою подружні пари, які спільно проживають, в 19,3 % сімей жінки проживали без чоловіків, 25,0 % не мали сімей. 20,7 % від загального числа сімей на момент перепису жили самостійно, при цьому 10,7 % склали самотні літні люди у віці 65 років та старше. Середній розмір домашнього господарства склав 2,65 особи, а середній розмір родини — 3,04 особи.
Населення містечка за віковим діапазоном за даними перепису 2000 року розподілилося таким чином: 26,7 % — жителі молодше 18 років, 11,3 % — між 18 і 24 роками, 26,1 % — від 25 до 44 років, 22,9 % — від 45 до 64 років і 12,9 % — у віці 65 років та старше. Середній вік мешканців склав 36 років. На кожні 100 жінок в містечкі припадало 92,2 чоловіків, у віці від 18 років та старше — 90,2 чоловіків також старше 18 років.
Середній дохід на одне домашнє господарство в містечкі склав 25 625 доларів США, а середній дохід на одну сім'ю — 27 875 доларів. При цьому чоловіки мали середній дохід в 18 750 доларів США в рік проти 18 036 доларів середньорічного доходу у жінок. Дохід на душу населення в містечкі склав 10 482 долари на рік. 20,9 % від усього числа сімей в окрузі і 22,1 % від усієї чисельності населення перебувало на момент перепису населення за межею бідності, при цьому 38,0 % з них були молодші 18 років і 22,5 % — у віці 65 років та старше.